# Pyrrhogyra neaerea
Pyrrhogyra neaerea är en fjärilsart som beskrevs av Carl von Linné 1758. Pyrrhogyra neaerea ingår i släktet Pyrrhogyra och familjen praktfjärilar. Inga underarter finns listade.

## Bildgalleri

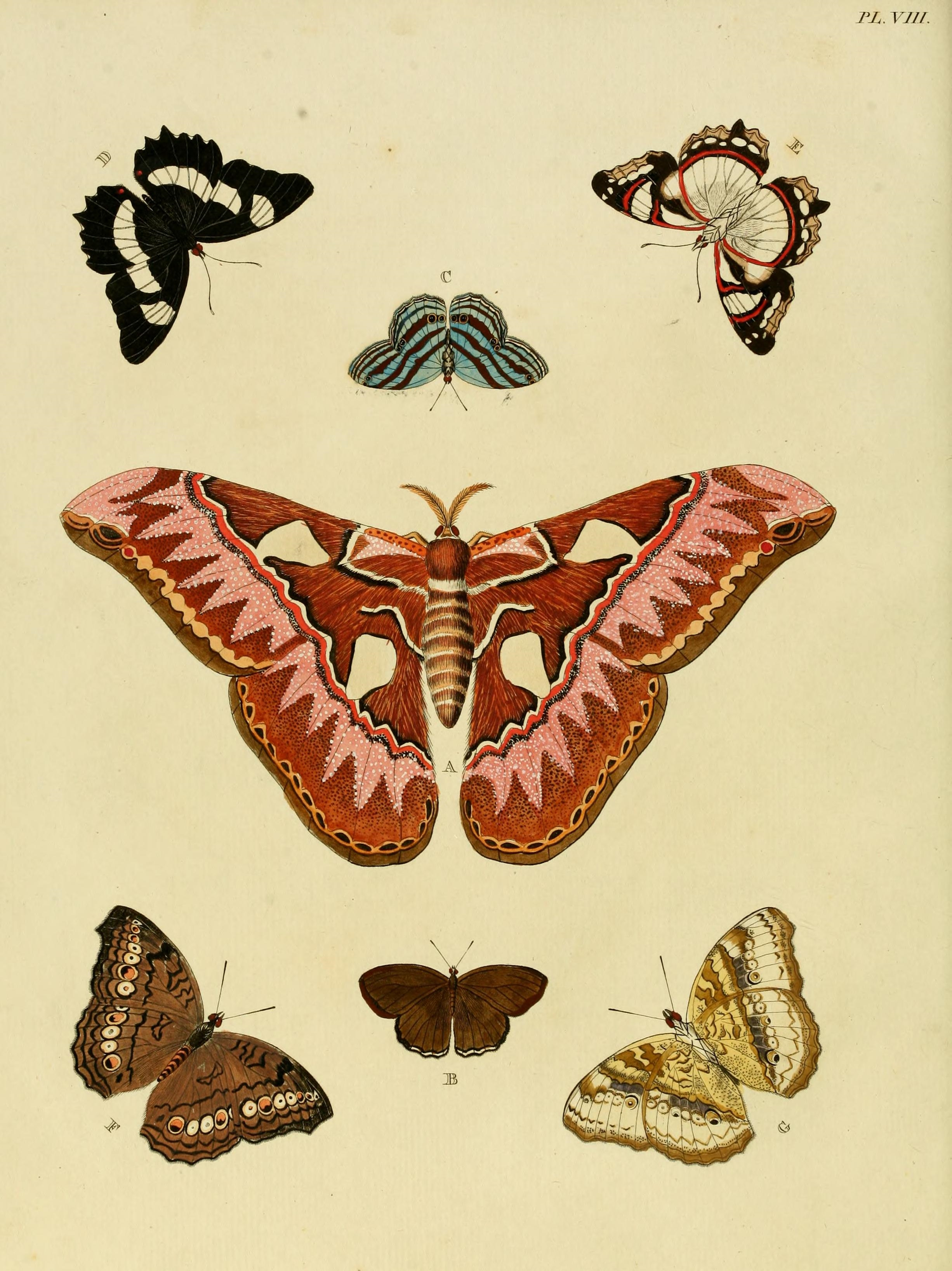
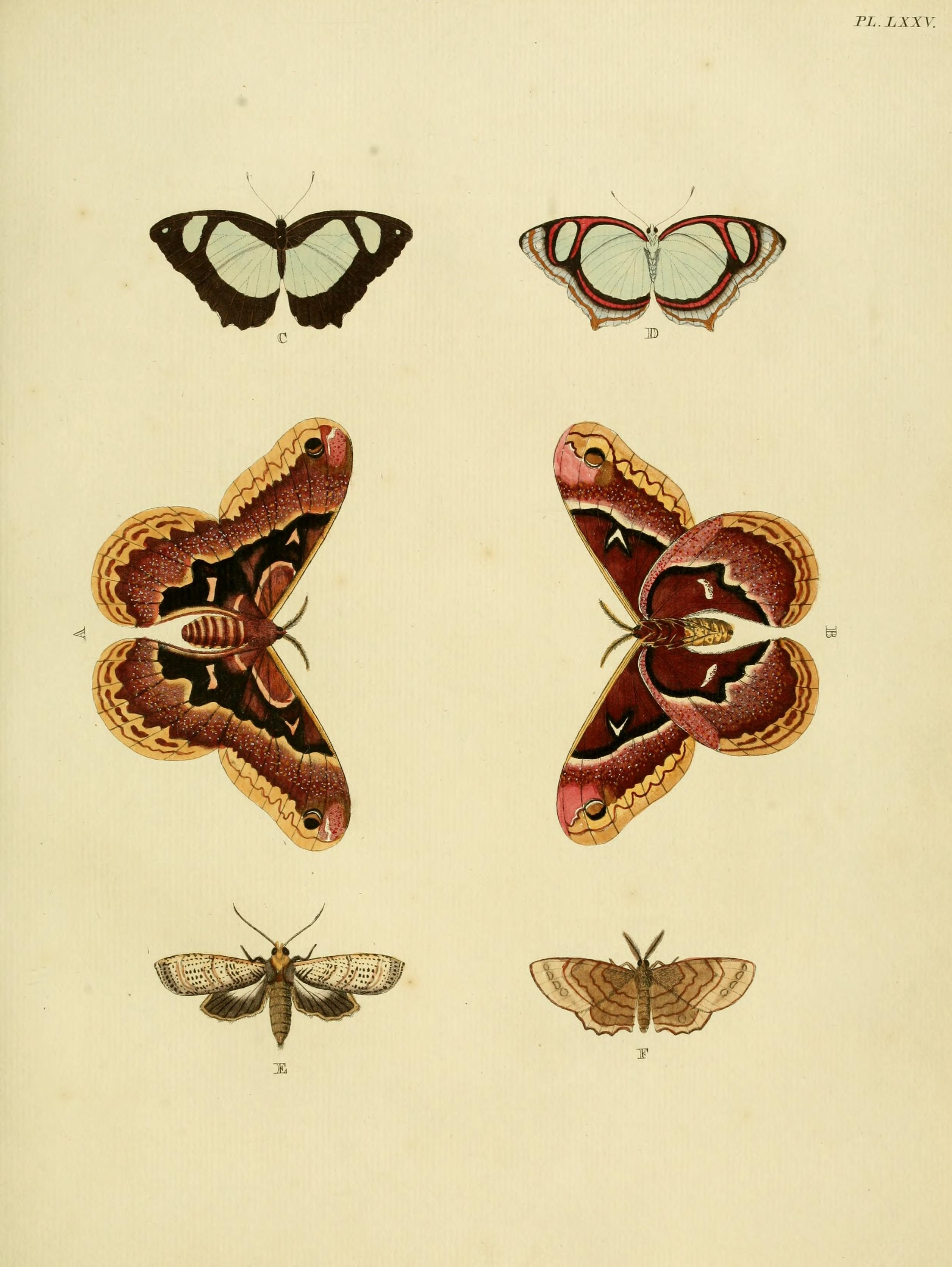
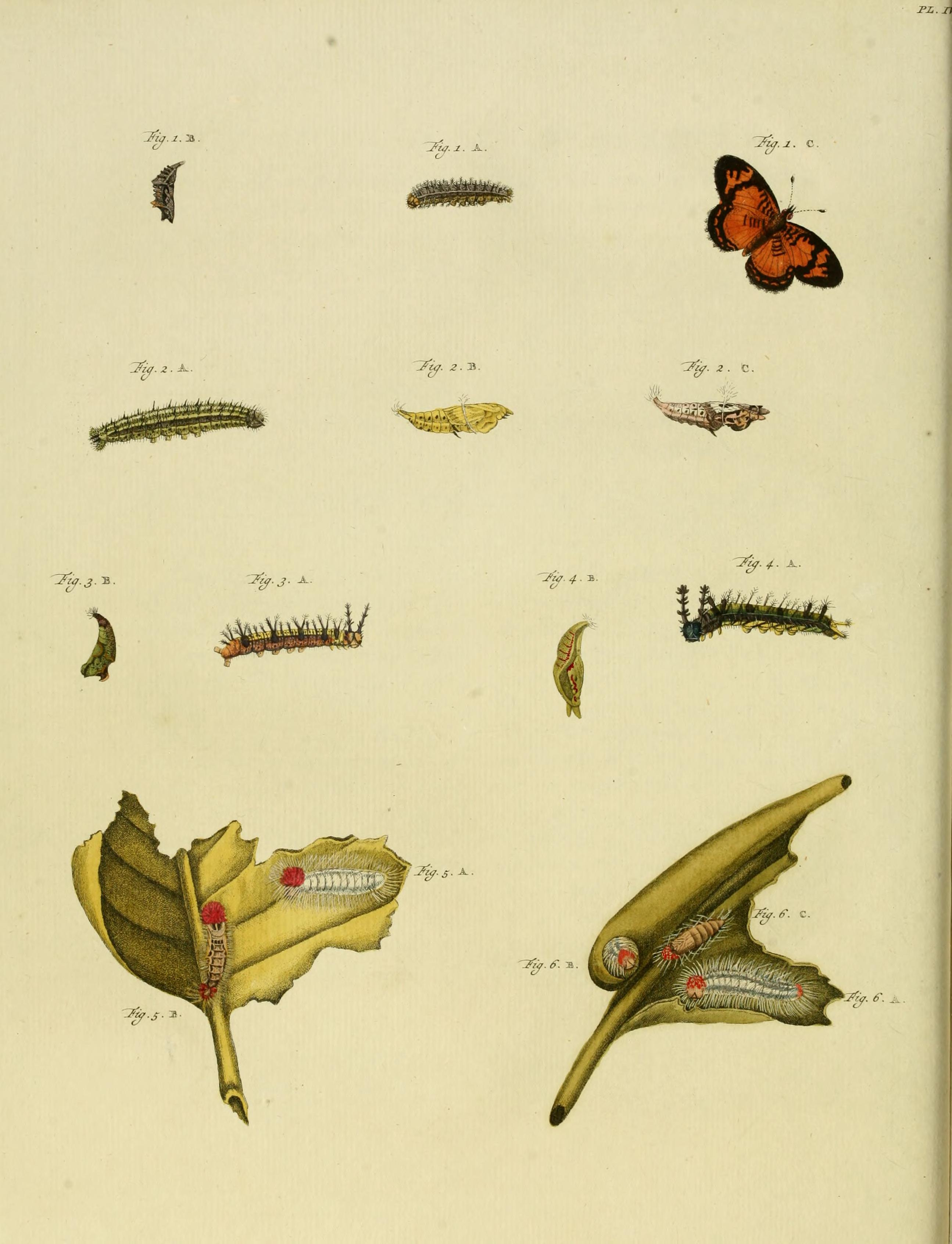
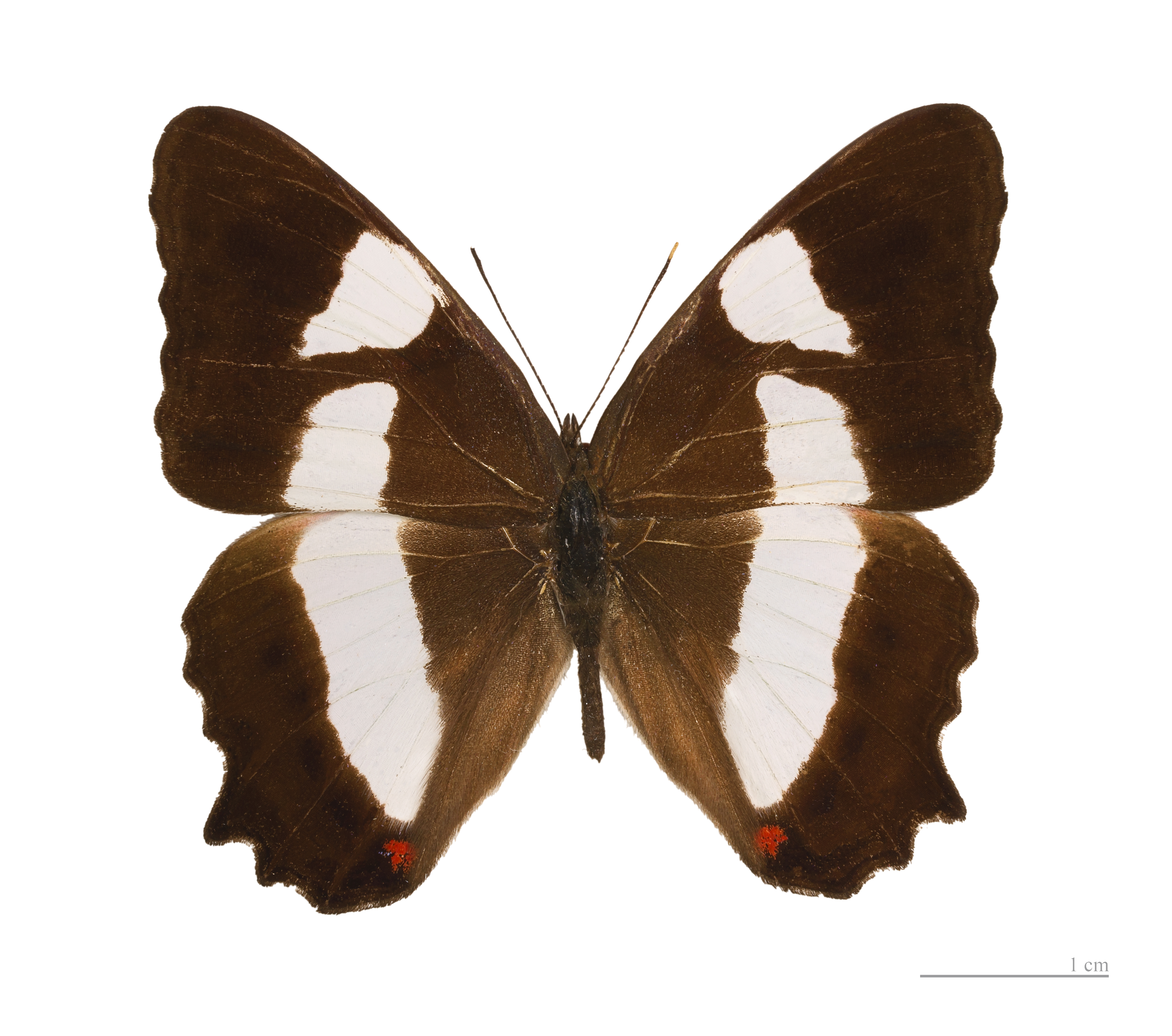
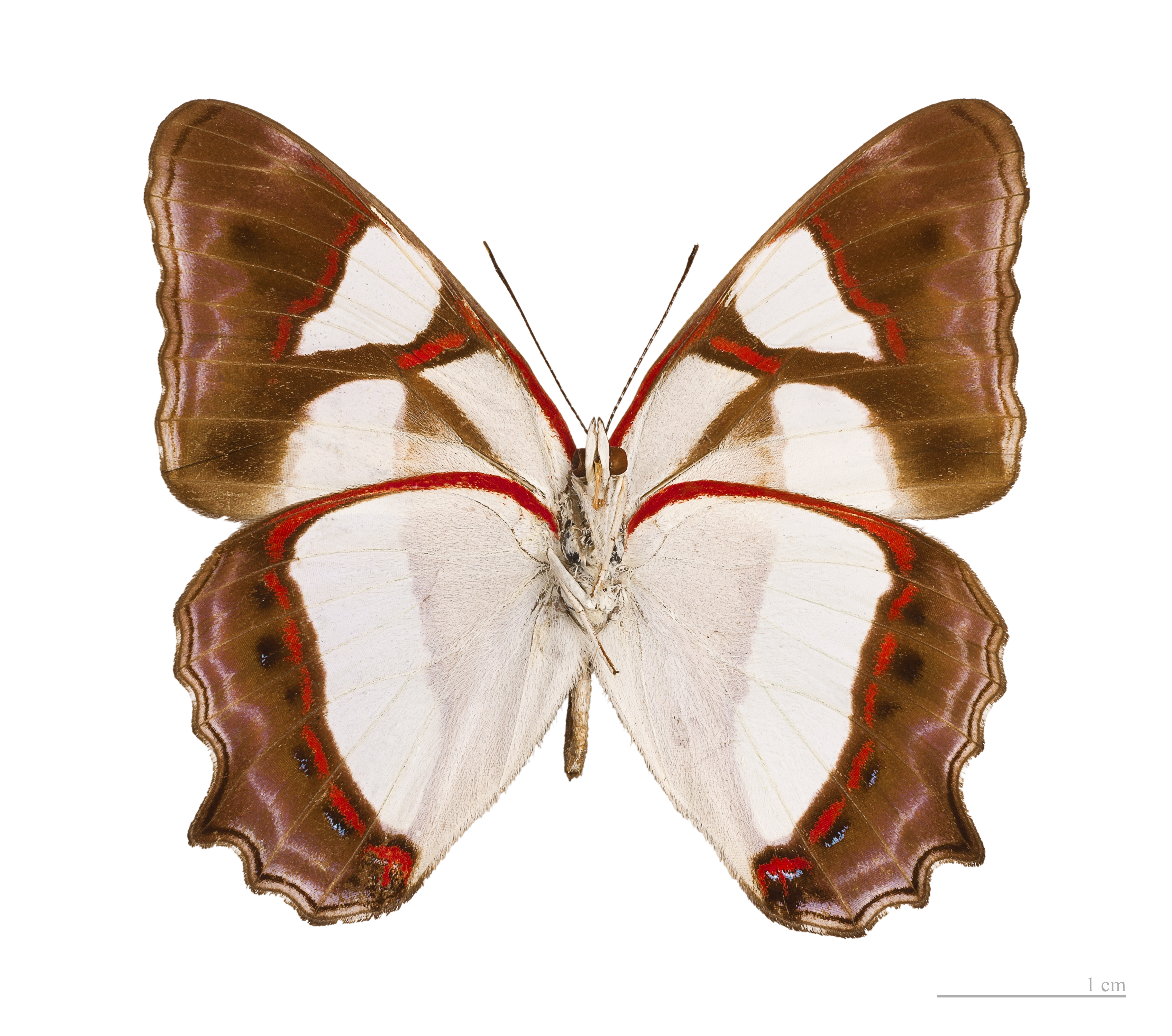
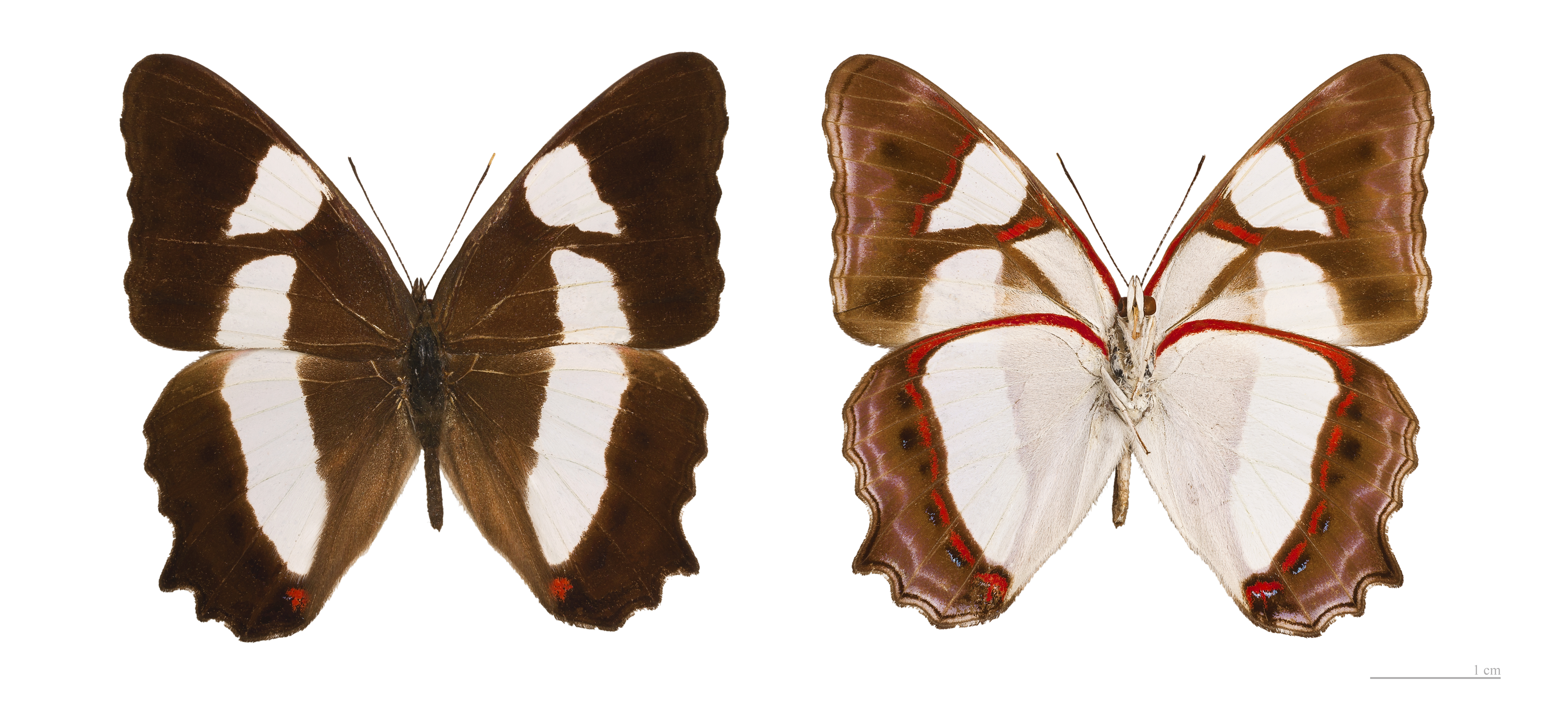